# فای سفلی
فای سفلی، روستایی از توابع بخش جایزان شهرستان امیدیه در استان خوزستان ایران است.

## جمعیت
این روستا در دهستان جولکی قرار دارد و براساس سرشماری مرکز آمار ایران در سال ۱۳۸۵، جمعیت آن ۴۰ نفر (۵خانوار) بوده‌است.